# Panthera onca goldmani
Panthera onca goldmani és una subespècie del jaguar (Panthera onca). Es troba a sud-oest del Yucatán (Mèxic), Belize i el nord de Guatemala. És una de les subespècies més abundants, tot i que el 1974 només en quedaven al voltant d'un miler d'exemplars. La cacera comercial i l'exportació de pells estan prohibides però, encara el 1986, es permetia la cacera esportiva de 45 individus l'any (un 10% d'una població estimada de 450). Aquesta cacera esportiva legal fou permesa fins al 1986 i prohibida a tots els estats (llevat de Campeche) el 1987.